# Sidi Akkacha
Sidi Akkacha (em árabe: سيدى عكاشة) é uma cidade e comuna localizada na província de Chlef, Argélia. Segundo o censo de 2008, a população total da cidade era de 26 595 habitantes.